# Roche à Lomme

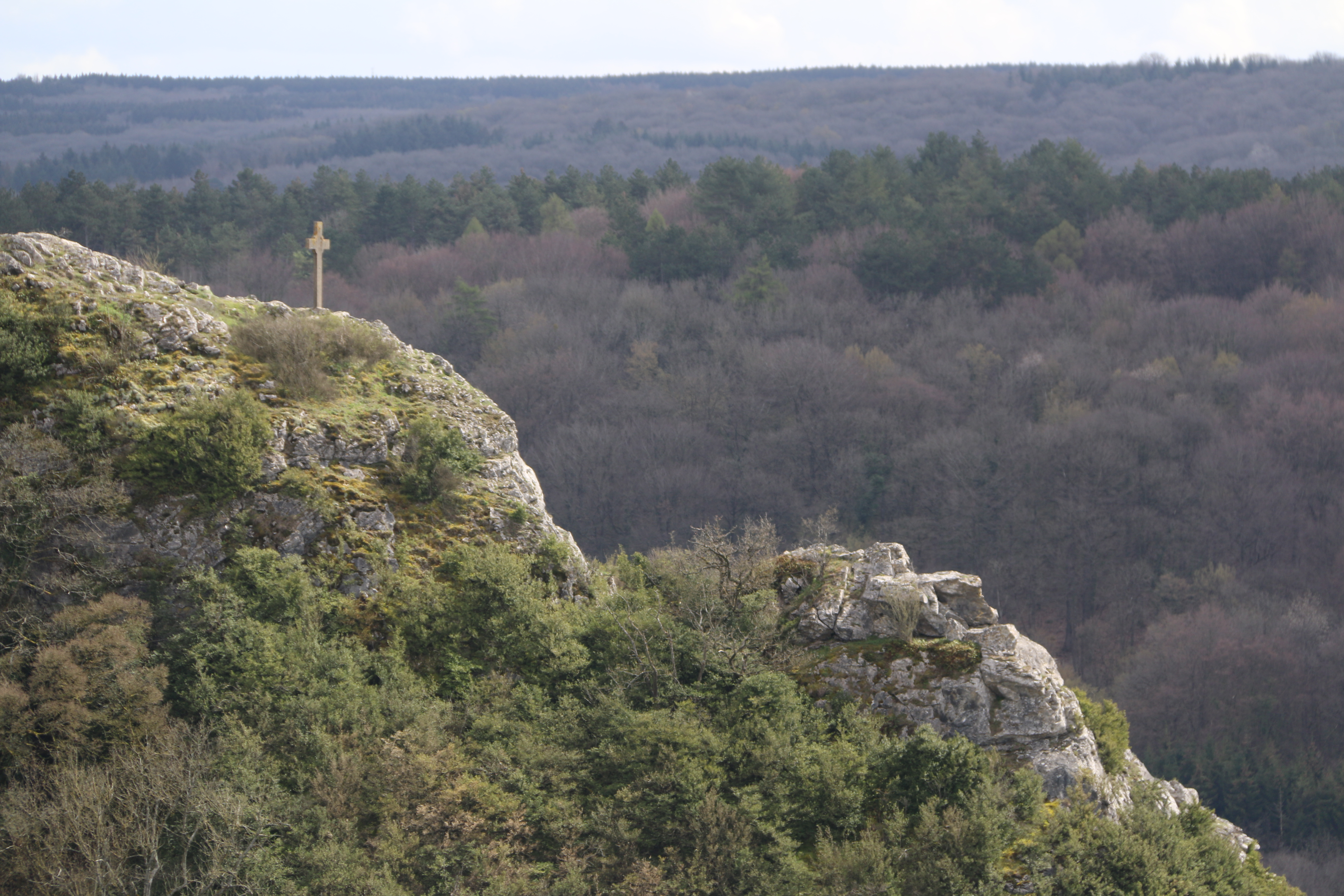

La Roche à Lomme est une colline rocheuse calcaire située en Belgique entre Nismes et Dourbes dans la commune de Viroinval (province de Namur).
Elle fait partie avec la Montagne-aux-Buis (Tienne aux Pauquis) voisine d'un ensemble repris au Patrimoine immobilier exceptionnel de la Région wallonne depuis 2009.

## Situation et accès
Le pied de ce rocher se trouve à une centaine de mètres à l'est du confluent de l'Eau Blanche et de l'Eau Noire formant le Viroin. Depuis la route nationale 939 (rue Roche à Lomme) et à proximité des anciennes tanneries (possibilité de parking), un sentier permet de gravir la colline.

## Description
Cette colline rocheuse assez abrupte (elle est parfois qualifiée de pic) est surmontée d'une grande croix de pierre (plus de trois mètres de hauteur) d'où on peut jouir d'une vue panoramique sur la vallée. Le sommet atteint un peu plus de 200 m d'altitude soit plus d'une cinquantaine de mètres au-dessus du niveau du Viroin. Cette colline est reprise comme site de grand intérêt biologique.
Ce rocher calcaire orienté au sud-ouest a été formé au Dévonien moyen et fait partie de la région géologique de la Calestienne.

## Flore
Considérée comme un des sites calcaires majeurs de Wallonie, la colline est couverte d'une flore composée d'essences méditerranéennes. En outre, on y trouve le tabouret des montagnes (Thlaspi montanum), la véronique couchée (Veronica prostrata scheereri), le géranium sanguin (Geranium sanguineum) ainsi que la présence abondante de buis.

## Classement
Le site formé par la Roche à Lomme et la Montagne-aux-Buis (Tienne aux Pauquis) est repris sur la liste du patrimoine immobilier classé de Viroinval depuis le 20 octobre 1947 ainsi que sur la liste du patrimoine exceptionnel de la Région wallonne depuis 2009. 
 Patrimoine exceptionnel (2009, no 93090-PEX-0001-03)